# Бронирана бойна машина
Бронираната бойна машина е военна машина защитена с броня и въоръжена с оръжия. Повечето от тях са приспособени за придвижване по пресечен терен.
Бронираните бойни машини са класифицират според характеристиките и предназначението им на бойното поле. Тази класификация не е постоянна. В различни периоди различните страни определят една и съща машина за различно предназначение. Например бронетранспортьорите в по-голямата си част са заменени от бойните машини на пехотата, които разполагат с някои характеристики липсващи при първите.
Успешните бронирани бойни машини с общо предназначение често стават основа на цяла серия специализирани машини. Пример за такива са верижните М113 и МТ-ЛБ, и колесната Моваг Пираня.